# Werkstätten für deutschen Hausrat
Die Werkstätten für deutschen Hausrat in Dresden-Striesen waren ein Unternehmen im Zuge der Reformbewegung um die Jahrhundertwende als Gegenbewegung zu der seit der Mitte des 19. Jahrhunderts aufgekommenen, schnelllebigen Massenproduktion. Die Werkstätten für deutschen Hausrat produzierten ab 1902 handwerklich gefertigte Möbel in kleiner Serie zu erschwinglichen Preisen.

## Geschichte
Das Unternehmen wurde 1902 von Theophil Müller in Dresden-Striesen gegründet, nachdem sein Vater Julius Müller, Mitinhaber der Dresdner Werkstätten für Handwerkskunst in Hellerau, gestorben war. Karl Schmidt zahlte die Anteile seines verstorbenen Mitinhabers an den Sohn Theophil Müller aus und verlegte Verkauf und Werkstatt an die Blasewitzer Straße 17. In der Folge gründete Theophil Müller an der Bärensteiner Straße 5 in Dresden-Striesen mit den Werkstätten für deutschen Hausrat ein eigenständiges Unternehmen.
Theophil Müller formulierte 1902 in einem Rundschreiben an seine Kunden, dass er „Gute moderne, aber billige Handwerkskunst“ schaffen wolle, um den Bedenken „sehr schön – aber wer kann’s bezahlen“ entgegenzutreten. Um 1900 entstanden in Dresden kunstgewerbliche Unternehmen, die sich, im Gegensatz zu anderen eher elitären Werkstätten oder Künstlergemeinschaften, mit der Herstellung von schlichten und preiswerten Möbeln für einen großen Abnehmerkreis beschäftigten und damit beachtliche Ausstellungs- und Verkaufserfolge verzeichneten.
Für die Möbelentwürfe wurden namhafte Künstler aus dem Umfeld der Reformbewegung beigezogen, wie Johann Vincenz Cissarz, August Endell, Karl Groß, Max Alexander Nicolai, Fritz Philipp Schmidt, Erich Kleinhempel, Walter Magnussen und Willibald Weingärtner beigezogen. Prägend waren insbesondere Gertrud Kleinhempel und Margarete Junge als ständige Mitarbeiterinnen.
Möbel der Werkstätten für deutschen Hausrat wurden an der Weltausstellung 1904 in St. Louis in den USA und 1906 an der für die Reformbewegung zentralen Dritten Deutschen Kunstgewerbeausstellung in Dresden gezeigt. Auf der Internationalen Hygiene-Ausstellung Dresden (1911) wurden Musterhäuser nach Entwürfen von Mitarbeitern der Werkstätten möbliert. Die Werkstätten gehörten zu den Gründungsmitgliedern des Deutschen Werkbundes.
1943/44 erscheint die Firma letztmals im Adressbuch von Dresden.

## Dresdner Spielzeug
Zwischen 1902 und 1904 führte das Unternehmen auch ein Holzspielzeugsortiment unter dem Namen „Dresdner Spielzeug“. Darunter eine Dampfwalze, ein Nußknacker „Hofmarschall“ und ein Elefant auf Rädern. Diese Entwürfe stammten von den Geschwistern Kleinhempel (Erich, Gertrud und Fritz Kleinhempel). Die Erstellung von Reformspielzeug in Dresden stand auf dem Hintergrund der Kunsterziehungsbewegung zu Beginn des 20. Jahrhunderts und einer tiefen Unzufriedenheit mit der Qualität des damals massenhaft industriell produzierten Spielzeugs. Angestrebt wurden einfach gestaltete, aus natürlichen Materialien gefertigte und die Fantasie anregende Spielzeuge.